# دکترین اوباما
دکترین اوباما (انگلیسی: Obama Doctrine) اصطلاحی است که اغلب برای توصیف یک یا چند اصل اساسی و شکل دهنده سیاست خارجی دولت باراک اوباما به کار می‌رود. دکترین اوباما به‌طور رسمی اعلام نشده و خود او نیز تمایل چندانی برای پیگیری سیاست خارجی بیش از حد اصولی و تابع دکترین خاص ندارد. این روزنامه نگاران و مفسران سیاسی هستند که دربارهٔ اصول دکترین اوباما به گمانه زنی می‌پردازند. به‌طور کلی این گونه می‌توان گفت که بخش اصلی دکترین اوباما توجه به مذاکره و همکاری بیش از رویارویی و یکجانبه گرایی در امور بین اللملی است.
دکترین سیاست خارجی اوباما را می‌توان در یک جمله منسوب به او خلاصه کرد: «کارهای احمقانه انجام ندهید.» اوباما باور دارد که راهکار رایج تشکیلات سنتی حاکم بر سیاست خارجی در واشینگتن، که همانا راه حل نظامی در برابر رویدادهای متفاوت است، راهکاری نتیجه‌بخش نیست. این رویکرد، با دکترین سلفش جورج بوش، که برای ایالات متحده حق حمله پیش‌گیرانه قائل بود و یک‌جانبه و بدون حمایت جامعه بین‌المللی به عراق حمله کرد کاملاً متفاوت است.
به نوشته گاری سیک، دکترین اوباما با وجود تأکید بر تأمین منافع کلیدی آمریکا، نکات مهمی را از قلم انداخته است. برای مثال این دکترین نمی‌گوید که خاورمیانه مورد نظر آمریکا چگونه منطقه‌ای باید باشد و سخنی از آزادی، دمکراسی، بازار آزاد، حقوق بشر، و آزادی دریانوردی در آب‌های بین‌المللی به میان نیاورده است.
طبق تعریف توماس فریدمن ستون‌نویس نیویورک تایمز و با تأیید اوباما، دکترین اوباما فصل مشترک تصمیمات او برای رها شدن از قید سیاست‌های قدیمی ایالات متحده در منزوی کردن میانمار، کوبا و اکنون ایران است.